# Jim Thorpe Award
Le Jim Thorpe Award (Trophée Jim Thorpe) est un trophée de football américain décerné chaque année depuis 1986 au meilleur arrière défensif (defensive back) universitaire aux États-Unis.
Il a été nommé en mémoire de Jim Thorpe et est attribué à la suite d'un vote par la Oklahoma Sports Hall of Fame (anciennement dénommée Jim Thorpe Association), une organisation située dans l'état d'Oklahoma.

## Palmarès
| Année | Joueur,                        | Université                    |
| ----- | ------------------------------ | ----------------------------- |
| 1986  | Thomas Everett                 | Bears de Baylor               |
| 1987  | Bennie Blades                  | Hurricanes de Miami           |
| 1987  | Rickey Dixon                   | Sooners de l'Oklahoma         |
| 1988  | Deion Sanders                  | Seminoles de Florida State    |
| 1989  | Mark Carrier                   | Trojans de l'USC              |
| 1990  | Darryll Lewis                  | Wildcats de l'Arizona         |
| 1991  | Terrell Buckley                | Seminoles de Florida State    |
| 1992  | Deon Figures                   | Buffaloes du Colorado         |
| 1993  | Antonio Langham                | Crimson Tide de l'Alabama     |
| 1994  | Chris Hudson                   | Buffaloes du Colorado         |
| 1995  | Greg Myers                     | Rams de Colorado State        |
| 1996  | Laurence Wright                | Gators de la Floride          |
| 1997  | Charles Woodson                | Wolverines du Michigan        |
| 1998  | Antoine Winfield               | Buckeyes d'Ohio State         |
| 1999  | Tyrone Carter                  | Golden Gophers du Minnesota   |
| 2000  | Jamar Fletcher                 | Badgers du Wisconsin          |
| 2001  | Roy Williams                   | Sooners de l'Oklahoma         |
| 2002  | Terence Newman                 | Wildcats de Kansas State      |
| 2003  | Derrick Strait                 | Sooners de l'Oklahoma         |
| 2004  | Carlos Rogers                  | Tigers d'Auburn               |
| 2005  | Michael Huff                   | Longhorns du Texas            |
| 2006  | Aaron Ross                     | Longhorns du Texas            |
| 2007  | Antoine Cason                  | Wildcats de l'Arizona         |
| 2008  | Malcolm Jenkins                | Buckeyes d'Ohio State         |
| 2009  | Eric Berry                     | Volunteers du Tennessee       |
| 2010  | Patrick Peterson               | Tigers de LSU                 |
| 2011  | Morris Claiborne               | Tigers de LSU                 |
| 2012  | Johnthan Banks                 | Bulldogs de Mississippi State |
| 2013  | Darqueze Dennard               | Spartans de Michigan State    |
| 2014  | Gerod Holliman                 | Cardinals de Louisville       |
| 2015  | Desmond King                   | Hawkeyes de l'Iowa            |
| 2016  | Adoree' Jackson                | Trojans de l'USC              |
| 2017  | Minkah Fitzpatrick             | Crimson Tide de l'Alabama     |
| 2018  | Deandre Baker                  | Bulldogs de la Géorgie        |
| 2019  | Grant Delpit                   | Tigers de LSU                 |
| 2020  | Trevon Moehrig                 | Horned Frogs de TCU           |
| 2021  | Coby Bryant (en)               | Bearcats de Cincinnati        |
| 2022  | Tre'Vius Hodges-Tomlinson (en) | Horned Frogs de TCU           |

## Note
- En 1996, la Jim Thorpe Association dut revoter après l'annonce de Chris Canty, de Université d'État du Kansas, de son retrait des prétendants.